# Десять лет спустя
О романе Александра Дюма-старшего см. статью Виконт де Бражелон, или Десять лет спустя.
«Десять лет спустя» — сборник песен группы «Машина времени», выпущенный Всесоюзной фирмой «Мелодия» на грампластинках в октябре 1987 года. По данным «Мелодии», тираж альбом составил 1 миллион экземпляров. Был записан в 1987 году и представляет собой сборную ретроспективную пластинку из песен разных лет, которые были перезаписаны заново. Переиздан на компакт-дисках в 1996 году.

## Аннотация к альбому
Все эти песни мы пели 10 лет назад. В этом году группа отметила своё 18-летие — время летит удивительно быстро. А песня живёт недолго, уходит, уступая место новым, оставаясь только в нашей памяти. И если эта пластинка напомнит кому-то годы его юности — мы будем считать свою задачу выполненной. Всё-таки это было весёлое время!Андрей Макаревич
В конце 1980-х мы решили взять и перезаписать наши основные хиты десятилетней в среднем давности в приличном звуке. И если сейчас вы слышите по радио «Наш дом», «Ты или я», «Марионетки» — то они взяты с этой пластинки.Андрей Макаревич

## Список композиций
Автор всех песен, кроме отмеченных — А. Макаревич
Сторона А
1. Поворот (3:38) (А. Кутиков, П. Подгородецкий — А. Макаревич)
2. Наш дом (3:35) (из х/ф «Начни сначала»)
3. Ты или я (4:23) (из х/ф «Афоня»)
4. Флаг над замком (2:52)

Сторона Б
1. Марионетки (4:13)
2. Старый корабль (3:16) (из х/ф «Начни сначала»)
3. Родной дом (4:28)
4. Скачки (3:00) (А. Кутиков, П. Подгородецкий — А. Макаревич)
5. Самая тихая песня (1:04)

## Участники записи
- Андрей Макаревич — гитары, клавишные, вокал
- Александр Кутиков — бас-гитара, вокал
- Александр Зайцев — клавишные, вокал
- Валерий Ефремов — ударные

## Выходные данные
- альбом записан во Всесоюзной студии грамзаписи «Мелодия», 1987
- звукорежиссёры: Александр Кутиков, Андрей Ветр
- редактор: И. Йотко
- художник: Л. Воробьева
- фото: А. Астафьев